# Чемпионат Европы по самбо 1990
IX Чемпионат Европы по самбо 1990 года прошёл в Тель-Авиве (Израиль).

## Медалисты
| Весовая категория | Золото                    | Серебро                   | Бронза                                        |
| ----------------- | ------------------------- | ------------------------- | --------------------------------------------- |
| до 48 кг          | Джейхун Мамедов · СССР    | Н. Врачев · НРБ           |                                               |
| до 52 кг          | Гурген Тутхалян · СССР    | Д. Дончев · НРБ           | Михаил Бондарь · Израиль                      |
| до 57 кг          | Ильдус Габдулхаков · СССР | К. Деневиль · Франция     | Николай Гушмаков · НРБ Иниго Элорса · Испания |
| до 62 кг          | Гагик Казарян · СССР      | Иван Нетов · НРБ          | Дж. Милите · Италия Г. Педро · Испания        |
| до 68 кг          | Владимир Япринцев · СССР  | Иван Керемидчиев · НРБ    | С. Амстет · Франция                           |
| до 74 кг          | Евгений Посадсков · СССР  | Хорхе Боканегра · Испания | Васил Соколов · НРБ                           |
| до 82 кг          | Александр Сидоров · СССР  | Никола Филиппов · НРБ     | Я. Д’Абуль · Израиль                          |
| до 90 кг          | Игорь Сидоркевич · СССР   | Ф. Габле · Франция        | Н. Манев · НРБ                                |
| до 100 кг         | А. Уоден · Великобритания | Мурат Озов · СССР         | А. Тенчев · НРБ Д. Жежер · Франция            |
| свыше 100 кг      | Малхаз Беруашвили · СССР  | Даме Стойков · НРБ        | Мэтью Клэмпнер · Великобритания               |